# Bulzi
Bulzi (sardisk: Bùltzi) er en by og en kommune (comune) i provinsen Sassari i regionen Sardinien i Italien. Byen ligger i 250 meters højde og har 513 indbyggere (2016). Kommunen har et areal på 21,67 km² og grænser til kommunerne Laerru, Perfugas, Santa Maria Coghinas og Sedini.